# 연방담합청

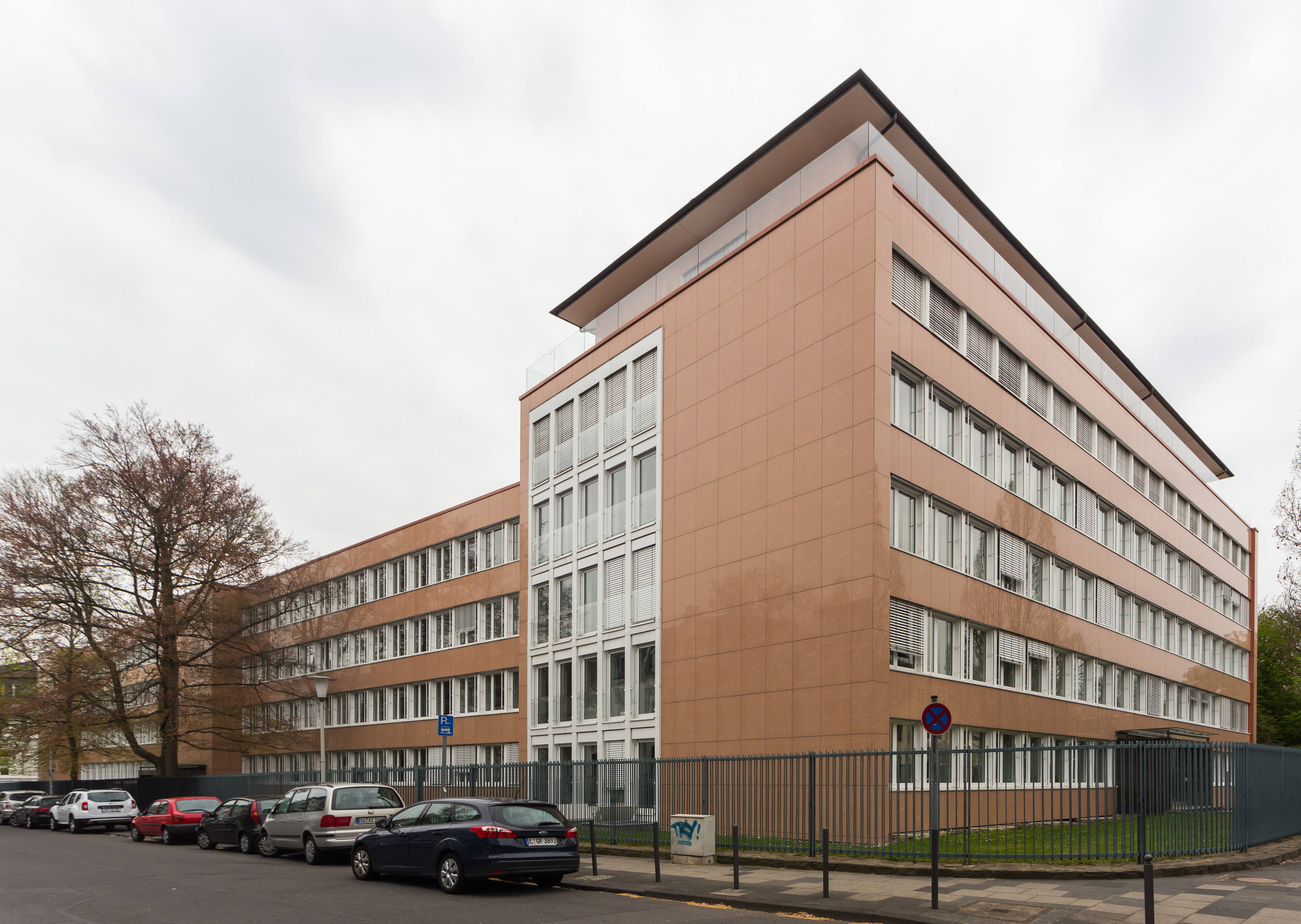
본의 청사

연방담합청(독일어: Bundeskartellamt)은 독일의 경쟁규제기관이다. 1958년 만들어졌으며 연방경제기술부 소속이다. 본청은 구 서독 수도인 본에 있고 현재 청장은 안드레아스 문트(Andreas Mundt)이다. 직원은 300여명이 있다.